# Gaius Caesonius Macer Rufinianus
Pour les articles homonymes, voir Macer.
Gaius Caesonius Macer Rufinianus (fl. 197/198-230) est un homme politique de l'Empire romain.

## Famille
Il est le fils d'un Gaius Caesonius, un neveu de Caesonia, femme de Sextus Cocceius Severianus Honorinus.
Il s'est marié avec Manilia Lucilla, fille de Tiberius Manilius Fuscus et de sa femme Flavia Pollitta. Ils sont les parents de Lucius Caesonius Lucillus Macer Rufinus.

## Carrière
Il est consul suffect en 197/198 et proconsul d'Afrique.